# Masdevallia schizostigma
Masdevallia schizostigma är en orkidéart som beskrevs av Carlyle August Luer. Masdevallia schizostigma ingår i släktet Masdevallia och familjen orkidéer.
Artens utbredningsområde är Peru. Inga underarter finns listade i Catalogue of Life.